# Antoon Van Goethem
Antonius Carolus Ghislenus (Antoon, Antoine) Van Goethem (Burcht, 25 juli 1903 - Malaga (Spanje) , 7 december 1994) was een Belgisch brouwer en Vlaams-nationalistisch politicus voor het VNV.

## Levensloop
Antoine Van Goethem stamde uit een lokale dorpsmilieu van brouwers, grondeigenaar-renteniers en burgemeesters. Er zijn aanwijzingen dat de familie in de Eerste Wereldoorlog met het pro-Duitse activisme sympathiseerde. 
Zijn ouders baatten in Burcht vanaf 1914 Stoombrouwerij/Brouwerij De Schelde (ook wel Brasserie L'Escaut) uit. Samen met zijn broer Armand nam hij eind jaren '20 de brouwerij over. Antoine huwde in 1926 met Hilda Verstockt. Ze was dochter van Eugeen Verstockt, geneesheer te Vrasene en aldaar burgemeester tussen 1911 en 1918. Eugeen was een schoonbroer van Karel Heynderickx, flamingant, stadssecretaris van Sint-Niklaas en in de Eerste Wereldoorlog een voorman in het activisme; na die oorlog werd Karel bij verstek voor collaboratie veroordeeld. Niet alleen Antoine Van Goethem, ook zijn zuster Adrienne belandde in het activistische milieu: zij trouwde met Gérard De Paep. 
Van Goethem trad toe tot het Vlaamsch Nationaal Verbond (VNV), waarvoor hij vanaf 1936 in de Antwerpse provincieraad zetelde. Eveneens in 1936 werd hij aangesteld als VNV-gewestleider voor Linkeroever. Daarnaast werd hij in 1938 verkozen tot gemeenteraadslid en vervolgens aangesteld tot schepen in zijn geboortedorp. Hij maakte er deel uit van een coalitie van katholieken en Vlaams-nationalisten. Op 7 maart 1941, tijdens de Tweede Wereldoorlog, werd hij door gouverneur Jan Grauls aangesteld als burgemeester te Burcht in opvolging van Jozef Van Goethem. Tijdens zijn bestuur maakte hij zich schuldig aan collaboratie. Hij voerde in zijn dorp campagne voor de werving van oostfrontstrijders en bezorgde de Duitse bezetter lijsten van onder meer 'asocialen', communisten, smokkelaars en werklozen. Tevens leverde hij kolen en drank aan de bezetter en gaf hij in september 1941 op vraag van deze laatste opdracht om de spits van de plaatselijke kerktoren af te breken, omdat die als oriënteringspunt zou dienen voor geallieerde vliegtuigen. Op het moment van de bevrijding in september 1944 hielp hij het Duitse leger bij het opzetten van versperringen tegen de geallieerde troepen.
Na de bevrijding werd hij gevangen genomen en opgesloten in de gevangenis van Hemiksem. Hij kon echter ontsnappen en vluchtte samen met zijn echtgenote. Hij werd bij verstek ter dood veroordeeld door de Antwerpse krijgsraad, maar keerde nooit naar België terug. Het echtpaar vestigde zich in Parijs, om in 1970 naar Spanje te verhuizen.
Van Goethem is de grootvader van Herman Van Goethem.